# Lorisokształtne
Lorisokształtne (Lorisiformes) – infrarząd ssaków z rzędu naczelnych (Primates).

## Systematyka
Do infrarzędu należą dwie rodziny:
- Galagidae J.E. Gray, 1825 – galagowate
- Lorisidae J.E. Gray, 1821 – lorisowate

Opisano również rodzaje wymarłe o niepewnej pozycji systematycznej i nie sklasyfikowane w żadnej z powyższych rodzin:
- Karanisia Seiffert, Simons & Attia, 2003[6]
- Saharagalago Seiffert, Simons & Attia, 2003[6] – jedynym przedstawicielem był Saharagalago misrensis Seiffert, Simons & Attia, 2003
- Wadilemur Simons, 1997[7] – jedynym przedstawicielem był Wadilemur elegans Simons, 1997